# Madjid Bougherra
Madjid Bougherra (in arabo مجيد بوغرة‎?; Longvic, 7 ottobre 1982) è un allenatore di calcio ed ex calciatore algerino, di ruolo difensore, commissario tecnico dell'Algeria A'.

## Palmarès

### Club

#### Competizioni nazionali
- Campionato scozzese: 3

Rangers: 2008-2009, 2009-2010, 2010-2011
- Coppa di Scozia: 1

Rangers: 2008-2009
- Coppa di Lega scozzese: 2

Rangers: 2009-2010, 2010-2011
- Qatar Stars League: 2

Lekhwiya: 2011-2012, 2013-2014
- Qatar Crown Prince Cup: 1

Lekhwiya: 2013